# Mustafa Al-Kadhimi
Mustafa Al-Kadhimi (en árabe: مصطفى الكاظمي; Mustafa Abdul-Latif Mishatat); n. Bagdad, Irak, 5 de julio de 1967) es un periodista, jurista, funcionario de inteligencia y político iraquí, que se desempeña como Primer ministro de Irak desde el 7 de mayo de 2020 hasta el 27 de octubre de 2022. Hasta el 6 de junio de 2020 asumió también de manera provisional el Ministerio de Asuntos Exteriores hasta el nombramiento de Fuad Husein Bakki. De 2016 al 9 de abril de 2020 fue responsable del Servicio Nacional de Inteligencia de Irak. Activista opositor al régimen de Sadam Huseín se exilió en 1985. De 2003 a 2010 dirigió la Fundación de la Memoria Iraquí dedicada a documentar los crímenes durante la época de Sadam. No tiene afiliación política.

## Trayectoria
Nació en el barrio de Kadhimiya de Bagdad. El año de su nacimiento difiere en fuentes, 1964 o 1967. Su nombre original es Mustafa Abdullatif Mushatat al Gharibawi que simplificó cuando se estableció en el Reino Unido con Mustafa al Kadhimi. Proviene de una familia chií, aunque en su trayectoria se ha mostrado como independiente sin vinculación a ninguna facción política o religiosa.
Estudió Derecho en la Universidad Al-Turath. Kadhimi era activista opositor al régimen de Sadam Huseín. Dejó Irak en 1985 y vivió como refugiado en Irán, Alemania y Suecia, trabajando como periodista. Finalmente llegó al Reino Unido. Dirigió una estación de radio en Grecia de 1995 a 1997, trabajó como director para el servicio de Radio Free Europe Iraq de 1999 a 2003.
También fue productor de documentales sobre Irak para la BBC y Channel 4, además de escribir numerosos artículos para revistas y periódicos árabes.
Entre sus libros publicados está Humanitarian Concerns, seleccionado en el año 2000 por la Unión Europea como el mejor libro escrito por un refugiado político.
Regresó a Irak en 2003, tras la invasión de las tropas de EE. UU. y la caída del régimen de Sadam en 2003 participando en el lanzamiento del Iraqi Media Network como Director de Planificación y Programación. 
Próximo al opositor académico y profesor Kanan Makiya de 2003 a 2010 dirigió en paralelo la Iraq Memory Foundation en Londres, una organización que se creó para documentar los crímenes del régimen de Sadam Huseín, Al-Kadhimi gestionó un equipo repartido en varios países, incluido Irak. Supervisó la documentación de testimonios y la recopilación de imágenes de las víctimas del régimen de Sadam Huseín.
Desde 2010 y durante tres años fue editor jefe de la edición iraquí de la revista Newsweek.
En 2012 terminó la carrera de Derecho que había interrumpido cuando se exilió.
En junio de 2016 fue nombrado por el primer ministro Haider al Abadi responsable del Servicio Nacional de Inteligencia de Irak sustituyendo a Zuhair al -Gharbawi. En cuatro años logró, según algunos análisis reformar el servicio para "hacerlo más eficiente y acorde a los estándares internacionales, poner coto a su politización y enfocarlo hacia la lucha antiterrorista".
Durante esta etaba se relacionó con los países que forman parte de la coalición antiyihadista, Estados Unidos, Egipto, Jordania y las monarquías del golfo. Trabajó especialmente con Arabia Saudí para el restablecimiento de relaciones, críticas desde 1991 con la guerra de Irak y se le supone con buena relación con Mohamed Bin Salmán.
Después de meses de protestas que estallaron en todo Irak en octubre de 2019 y la renuncia del primer ministro Adil Abdul-Mahdi y su gabinete, Mustafa Al Kadhimi se convirtió en uno de los principales candidatos para sustituirle.
El 9 de abril de 2020, después de haber sido designados y rechazados por el parlamento otros dos candidatos,  Mohammed Allawi y el gobernador de Najaf Adnan al-Zurfi, al-Kadhimi fue designado primer ministro por el presidente Barham Salih. Entre las desconfianzas que tuvo que salvar fue la los partidos proiraníes que le rechazaban por su proximidad a Estados Unidos y le acusaban de complicidad en el asesinato del general Qasem Soleimani por EE. UU.

### Primer ministro de Irak
El día 7 de mayo de 2020 fue elegido primer ministro de Irak para sustituir a Adil Abdul-Mahdi que dimitió de su puesto a finales de noviembre de 2019. El Parlamento aprobó 15 de 22 ministros propuestos, cinco rechazados y dos pospuestos, incluidos los ministros del petróleo y de asuntos Exteriores. Del 7 de mayo al 6 de junio de 2012 asumió también la cartera de Exteriores hasta que el Parlamento dio el visto bueno al nombramiento de Fuad Husein Bakki como ministro de exteriores.
Entre las primeras decisiones que tomó fue ordenar la liberación de los manifestantes detenidos desde octubre de 2019 cuando se inició la revuelta, iniciar una investigación de los hechos, poner en marcha la revisión de la ley electoral para convocar nuevas elecciones y restituir a un general popular en la lucha contra el Estado Islámico cuyo ceses, según analistas, fue uno de los detonantes de las manifestaciones.